# Parafia św. Jerzego w Madrycie

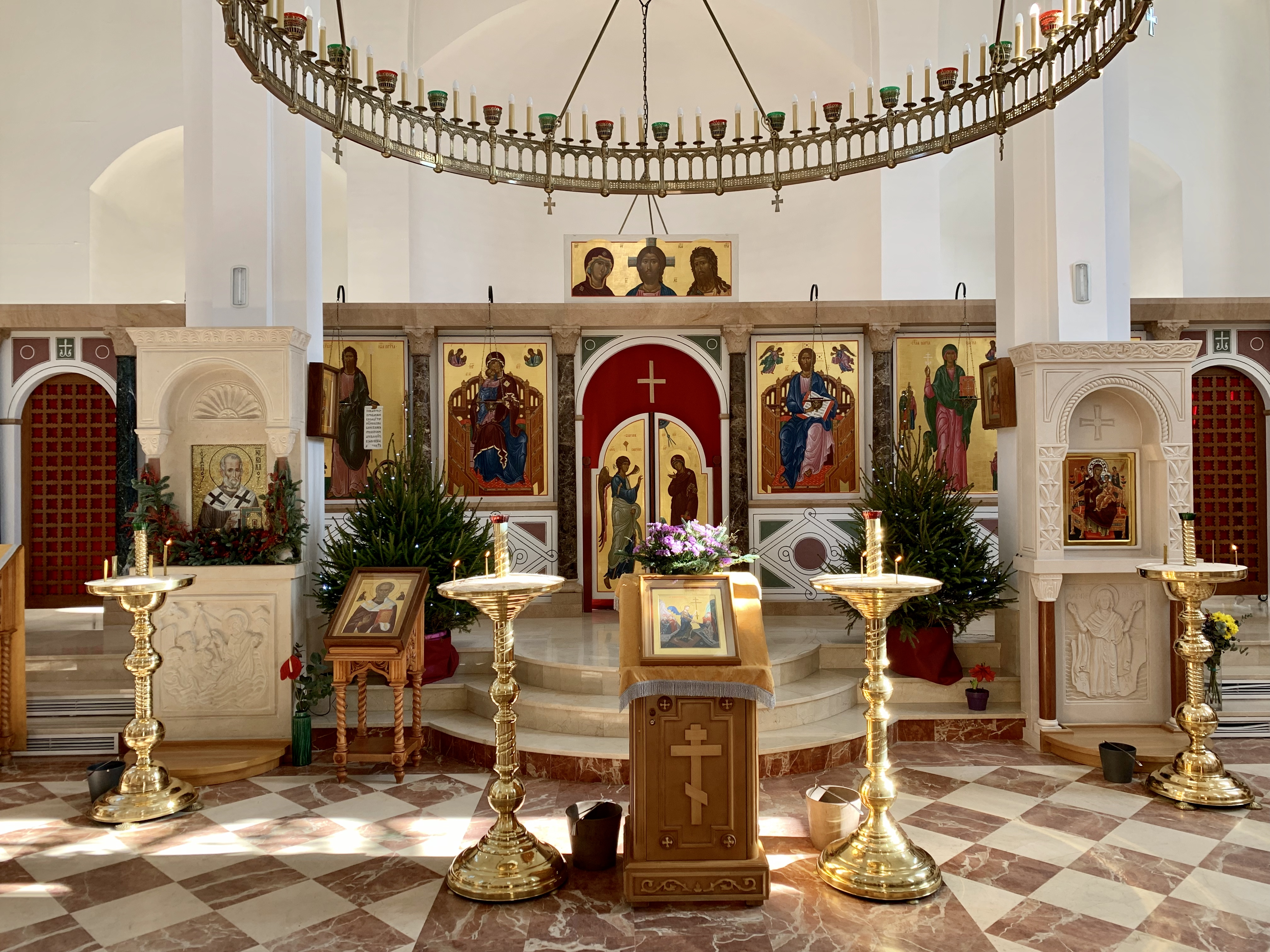
Wnętrze świątyni

Parafia św. Jerzego – parafia prawosławna w Madrycie, placówka duszpasterska prowadzona w Hiszpanii przez Rosyjski Kościół Prawosławny poza granicami Rosji. Jest to parafia etnicznie rosyjska.
Po utworzeniu eparchii brytyjskiej i zachodnioeuropejskiej w miejsce eparchii genewskiej i zachodnioeuropejskiej oraz brytyjskiej i irlandzkiej, parafia nie została uwzględniona w spisie placówek nowej eparchii. 